# Клемент, Вольфганг
Вольфганг Клемент (нем. Wolfgang Clement; 7 июля 1940, Бохум — 27 сентября 2020) — германский государственный и политический деятель, с октября 2002 по сентябрь 2005 министр экономики и труда ФРГ в правительстве Герхарда Шрёдера.
В период с 1995 по 1998 — министр экономики земли Северный Рейн-Вестфалия, в 1998—2002 — премьер-министр земли (после избрания президентом ФРГ Йоханнеса Рау).

## Образование и карьера
По окончании Школы графа Энгельберта в Бохуме, Клемент проходил практику в газете «Вестфалише Рундшау», в Дортмунде. Потом изучал юриспруденцию в Мюнстерском университете, окончив его в 1965 году. Впоследствии он устроился юристом-стажером и ассистентом в институт процессуального права при университете Марбурга. В 1968 году он возвращается в «Вестфалише Рундшау», сперва редактором раздела политики, затем повышается до главы департамента политики, и, наконец, становится заместителем главного редактора. В 1986 году Клемент переходит в газету «Гамбургер Моргенпост», в Гамбург, где работает в должности главного редактора вплоть до 1989 года.
12 ноября 2002 года Рурский университет Бохума награждает Клемента степенью почётного доктора.

## Партия
Клемент является членом СДПГ с 1970 года. С 1981 по 1986 он — спикер исполнительного комитета партии.
С 1994 по 2001 годы он был государственным исполнителем от СДПГ в составе земельного правления Северного Рейна-Вестфалии, с 1996 — заместитель лидера партии. Также Клемент являлся членом федерального исполнительного комитета СДПГ с 1997 года, и заместителем главы партии с декабря 1999.
В конце 2007 года его взаимоотношения с партией резко ухудшились. Он подверг руководство СДПГ резкой критике за сближение с левыми партиями.
31 июля 2008 года земельная комиссия Северного Рейна-Вестфалии по внутрипартийным спорам приняла решение об исключении Клемента из состава СДПГ. Клемент это решение оспорил обращением в верховную арбитражную комиссию, которая впоследствии отменила этот вердикт. Тем не менее, 25 ноября он объявил о своем решении выйти из партии.
Клемент являлся депутатом ландтага Северного Рейна-Вестфалии с 1 октября 1993 по 7 ноября 2002 года.

## Государственные должности
В 1989 году Клемент был назначен главой канцелярии Северного Рейна-Вестфалии в правительстве Йоханнеса Рау. После выборов 1990 года он сменил этот пост на должность министра по особым делам, с 13 июня 1990 года. После выборов 1995 года Клемент — министр экономики, малого бизнеса, технологии и транспорта.
Будучи долгое время ближайшим помощником и очевидным преемником Йоханнеса Рау, Клемент в конце концов избирается премьер-министром Северного Рейна-Вестфалии 27 мая 1998 года.
17 июня 1998 года Вольфганг Клемент делает правительственное заявление, в котором объявляет о слиянии министерств юстиции и внутренних дел в одну структуру. Этот решение вызвало серьёзные сомнения в его соответствии с немецкой конституцией, поскольку нарушало распределение полномочий. 9 февраля Конституционный суд Северного Рейна-Вестфалии признал это слияние неправомерным и нарушающим права парламента. Несмотря на это, Клемент хотел продолжить процесс слияния, хотя бы до земельных выборов 2000 года, но столкнулся с растущим давлением со стороны партнёров по коалиции — партии зелёных. Слияние было отменено и Клемент самостоятельно исполнял обязанности министра юстиции с 10 марта по 22 марта 1999 года. С 23 марта 1999 года и до конца срока (27 июня 2000 года) министром юстиции Северного Рейна-Вестфалии был Йохен Дикман.
На земельных выборах 2000 года СДПГ под предводительством Клемента получила 42,8 % голосов избирателей, что было на 3,2 % меньше показателей предыдущих выборов. Тем не менее СДПГ снова смогла создать коалиционное правительство совместно с партией зелёных.
После выборов внутрикоалиционное противостояние продолжилось. Особо острыми были дебаты между Клементом и министром окружающей среды (представителем от партии зелёных) Бёрбель Хён, отстаивавшей позицию продолжения выделения субсидий угольным шахтам вместо поддержки крупных промышленных проектов, на чём настаивал Клемент.
Всего, с момента назначения Клемента на пост премьер-министра Северного Рейна-Вестфалии 27 мая 1998 года, четыре министра подали в отставку или были уволены раньше срока.
- октябрь 1998: министр экономики Бодо Хомбах переехал в Берлин на должность главы канцелярии после федеральных выборов (что стало результатом коалиции СДПГ-Зелёных под руководством Герхарда Шрёдера).

- 9 марта 1999: Рихард Раубаль подал в отставку с поста министра юстиции всего неделю спустя назначения на эту должность.

- 17 апреля 2001: Детлев Самлад, признавший в конце марта 2001 года, что, входя в состав совета директоров, он не заплатил налог с прибыли в соответствии с нормами. Осознавая последствия собственного проступка, он сложил полномочия министра европейских и федеральных вопросов. Его преемником стала Ханнелора Крафт.

- 26 января 2000: Так называемое «полётное дело» стало причиной отставки министра финансов Хайнца Шлойсзера, близкого друга Клемента. Утверждалось, что Шлойсзер и другие видные политики использовали самолёт, принадлежащий «Вестдойче банку», для личных полётов. Шлойсзер опровергал все обвинения, но в конечном счёте признал, что в двух случаях он брал с собой на борт спутницу.

За время пребывания Клемента в должности премьера Северного Рейна-Вестфалии было создано четыре следственных комитета.
- Обзор государственных предприятий: Институт экономической помощи, ООО «Рур», ООО «Образовательный центр переработки отходов и воды», а также бизнес связи Кристиана Лангера с государственной канцелярией.

- Высокая четкость Оберхаузена: для наблюдения за исполнением инструкциями, ограничениями и дефектами государственных телетрансляций, в частности для проверки всех действий и ошибок менеджмента Оберхаузенского технологического центра.

- Высокая четкость Оберхаузена: продолжение проверок и наблюдений, начатых вторым комитетом.

- Расчётная палата «Вестдойче банк»: наблюдение за авиаперелётами членов парламента и правительства при поддержке и затратах «Вестдойче банка».

После федеральных выборов 2002 года Клемент сложил с себя полномочия премьера и 21 октября вошёл в кабинет Герхарда Шрёдера в качестве министра экономики и труда. Тем самым возглавив только что созданное «суперминистерство», образованное слиянием министерств экономики и труда.
Ожидалось, что в результате слияния Клемент сможет придать новый импульс росту экономики и снизить безработицу за счёт доступного ему перераспределения сил. В полной мере оправдать эти ожидания ему не удалось. Политика Клемента была отмечена конфликтами в двух областях. Первая — многочисленные противоречия с министром окружающей среды Юргеном Триттином по поводу финансирования программы утилизации пивных банок, отказа от использования ядерной энергии и торговли эмиссионными квотами, что было согласовано на Всемирной конференции по изменению климата в Киото. Вторая — в отличие от большинства других членов правительства, Клемент был склонен безоговорочно поддержать пакет реформ Шрёдера под названием «Agenda 2010». Реформы подвергались критике с момента их разворачивания в марте 2003 года.
В свете периодических угроз Герхарда Шрёдера уйти в отставку, особенно в 2003 году, Клемент считался единственным преемником Шрёдера.

### После федеральных выборов 2005 года
После прошедших 18 сентября 2005 года федеральных выборов Клемент вместе с другими министрами правительства Шрёдера ушёл в отставку 18 октября 2005 года, на открытии шестидесятой сессии бундестага. По просьбе президента ФРГ Хорста Кёлера Клемент продолжал выполнять свои функции вплоть до формирования нового правительства. После избрания канцлером Германии Ангелы Меркель 22 ноября 2005 года Клемент окончательно оставил свой пост.
27 сентября 2020 года он скончался на 80-м году жизни.

## Личная жизнь
Вольфганг Клемент был женат, у него было пять дочерей. Он жил в Бонне.